# الون شوات
الون شوات (به لاتین: Alon Shvut) یک منطقهٔ مسکونی در اسرائیل است که در JS واقع شده‌است.

## خصوصیات
الون شوات ۳٬۰۵۱ نفر جمعیت دارد.